# 高田保則
高田保則（1979年2月22日—），前日本職業足球員，日本20歲以下足球代表隊成員。

## 俱乐部生涯
1997年，高田保則在湘南比馬开始足球生涯。2005年转会至橫濱FC，2006年转会至草津溫泉。2010年，引退。

## 日本國家足球隊
高田保則参加了1999年世界青年錦標賽。

## 外部連結
- （日語）J.League Data Site （页面存档备份，存于）